# Корифей
Корифе́й (др.-греч. κορῠφαῖος «предводитель, вождь, глава»; театральный «начальник, руководитель») — в античной драме руководитель хора. 
На ранней стадии трагедия начиналась с выхода на орхестру хора во главе с корифеем — парода. Корифею принадлежал вступительный речитатив в торжественных анапестах.
Корифей осуществлял контакт между актерами и хором, он двумя-тремя стихами подводил итог услышанному монологу, или сообщал о приходе нового персонажа, или напутствовал уходящего.
Впоследствии этот термин стал использоваться для обозначения людей, добившихся выдающихся успехов в своём деле, чаще всего в искусстве или науке.
В классическом балете корифей или корифейка — солирующий танцовщик  (танцовщица), танцующий впереди кордебалета, но не исполняющий главные партии в спектакле.